# Yahya Abdul-Mateen II
Yahya Abdul-Mateen II, född 15 juli 1986 i New Orleans i Louisiana, är en amerikansk skådespelare, med muslimsk och kristen familjebakgrund. Han är mest känd för att spela rollen som Black Manta, i superhjältefilmerna Aquaman och Aquaman and the Lost Kingdom, Bobby Seale i Netflixfilmen The Trial of the Chicago 7, och Morpheus / Agent Smith, i filmen The Matrix Resurrections.

## Biografi
Abdul-Mateen föddes som det yngsta av sex barn, till föräldrarna Yahya I (1945–2007) och Mary Abdul-Mateen, i New Orleans, Louisiana. Han och hans familj skulle senare flytta till Oakland, Kalifornien, för att sedan flytta till staden Stockton, även den belägen i Kalifornien. Han skulle senare i vuxen ålder bland annat komma att studera på University of California, Berkeley och Yale University (School of Drama).
Abdul-Mateen är bosatt i New York.
Han har förutom ovannämnda filmer även spelat rollen som Cal Abar / Doctor Manhattan, i åtta stycken avsnitt av HBO-serien Watchmen, samt medverkat i de andra TV-serierna The Handmaid's Tale och Black Mirror, båda under ett avsnitt.
Han kommer dessutom att synas i rollen som Simon Williams / Wonder Man, i den kommande Disney+-serien Wonder Man.

## Filmografi (i urval)

### Filmer
| År   | Titel                        | Roll                     |
| ---- | ---------------------------- | ------------------------ |
| 2017 | The Vanishing of Sidney Hall | Duane Jones              |
| 2017 | Baywatch                     | Garner Ellerbee          |
| 2017 | The Greatest Showman         | W.D. Wheeler             |
| 2018 | First Match                  | Darrel                   |
| 2018 | Boundaries                   | Serge                    |
| 2018 | Aquaman                      | David Kane / Manta       |
| 2019 | Us                           | Russel Thomas / Weyland  |
| 2019 | Sweetness in the Belly       | Aziz                     |
| 2020 | All Day and a Night          | Big Stunna               |
| 2020 | The Trial of the Chicago 7   | Bobby Seale              |
| 2021 | Candyman                     | Anthony McCoy / Candyman |
| 2021 | The Matrix Resurrections     | Morpheus / Smith         |
| 2022 | Ambulance                    | Will Sharp               |
| 2023 | Aquaman and the Lost Kingdom | David Kane / Black Manta |

### TV-serier
| År        | Titel               | Roll                        | Notering                   |
| --------- | ------------------- | --------------------------- | -------------------------- |
| 2016-2017 | The Get Down        | Clarence Caldwell           | Huvudroll                  |
| 2018      | The Handmaid's Tale | Omar                        | Avsnitt: "Baggage"         |
| 2019      | Black Mirror        | Karl                        | Avsnitt: "Striking Vipers" |
| 2019      | Watchmen            | Cal Abar                    | 8 avsnitt                  |
| 2025      | Wonder Man          | Simon Williams / Wonder Man | Kommande                   |